# 马克·拉德马赫
马克·拉德马赫（德語：Marc Rademacher，1990年10月12日—），德国男子雪车运动员，2013年开始参加比赛。他曾代表德国参加国际雪车联合会世界锦标赛，获得一枚金牌和一枚铜牌。